# Tarikh al-fattash
El Tarikh al-fattash és una crònica d'Àfrica Occidental escrita en àrab en la segona meitat del segle xvii. Proporciona un relat de l'Imperi songhai, del regnat de Sunni Ali (que governà durant els anys 1464-1492) fins al 1599, amb algunes referències a fets del segle següent. La crònica també esmenta l'anterior Imperi de Mali. Els acadèmics francesos Octave Houdas i Maurice Delafosse en publicaren una edició crítica el 1913. S'ha argumentat que aquesta edició combina el text d'un primer manuscrit incomplet amb el d'una falsificació reescrita produïda a començaments del segle xix. El Tarij es creia haver estat escrit per Mahmud Kati; això, però, ha estat qüestionat i ara es pensa que Ibn al-Mukhtar, un net de Mahmud Kati, en fou l'autor.

## Descobriment
Durant la seua visita a Timbuctu el 1895, el periodista francés Félix Dubois s'assabentà de l'existència de la crònica, però no va poder-ne obtenir una còpia. La majoria de còpies del manuscrit havien estat destruïdes a la primeria del segle xix  per ordre del dirigent dels fulbe Seku Ahmadu Lobbo, però el 1911 se'n trobà un manuscrit antic a Tombuctu al qual li mancaven algunes pàgines inicials. Se'n va fer una còpia i s'envià a la Biblioteca Nacional de França (MS núm. 6651). La versió original de Tombuctu es designa com a «Manuscrit A» mentre que la còpia és el «Manuscrit B». Un any després, es trobà un manuscrit aparentment complet a Kayes. Una còpia d'aquest manuscrit, que inclou el nom d'un autor, Mahmud Kati, es designa com el «Manuscrit C». A més del capítol primer, el Manuscrit C conté addicions i eliminacions, en comparació amb el Manuscrit A.
Després que Octave Houdas i Maurice Delafosse feren una traducció del Tarikh al-fattash, reberen un altre manuscrit que havia estat adquirit pel viatger francés Albert Bonnel de Mézières, a Timbuctu, al setembre de l'any 1913. El prefaci d'aquest document anònim de 24 pàgines afirmava haver-se escrit a petició d'Askiya Darwud b. Harun. Se sap que regnà a Timbuctu entre el 1657 i el 1669. El text del manuscrit està directament relacionat amb el Tarikh al-fattash, i presenta material en un ordre semblant. Inclou una introducció que difereix de la del Manuscrit C, seguida d'un text idèntic al del Manuscrit A o una versió abreujada de la que figura en el Manuscrit A, tot i que hi manquen molts detalls.
El 1913 Houdas i Delafosse van publicar una edició crítica del text àrab del Tarikh al-fattash junt amb una traducció al francés. En el volum que conté la traducció al francés incorporaren, com a «Apèndix 2», una traducció al francés dels fragments únics del manuscrit de 24 pàgines. Tanmateix, el text àrab corresponent no es va incloure en el volum que conté el text àrab dels altres manuscrits.
Hi ha problemes obvis amb el text publicat per Houdas i Delafosse. La informació biogràfica de Mahmud Kati (en el Manuscrit C sols) suggereix que nasqué al 1468, mentre que l'altra important crònica del segle xvii, el Tarikh al-Sudan, dona l'any de la seua mort —o d'algú amb el mateix nom— com del 1593. A més, hi ha profecies fetes en el capítol inicial (Manuscrit C sols) respecte a l'arribada del darrer dels dotze califes predita per Mahoma. En seria Ahmad de la tribu Sangare (fulbe) de Massina. Seku Ahmadu Lobbo pertanyia a aquesta tribu, i així es va complir la profecia.
El 1971, l'historiador Nehemia Levtzion publicà un article en què argumentava que el Manuscrit C era una falsificació produïda durant el temps de Seku Ahmadu Lobbo en el primer quart del segle xix. Va suggerir que el veritable autor del manuscrit (Manuscrit A) era Ibn al-Mukhtar, un net de Mahmud Kati, i que la crònica degué ser escrita poc després del 1664.
Levtzion també suggerí que el text inclòs com a Apèndix 2 de la traducció francesa podria correspondre a una versió anterior del Manuscrit A, abans que el manuscrit fos difós per la família Kati. Dissortadament, l'estudi actual del Tarikh al-fattash es troba obstaculitzat per la pèrdua del manuscrit àrab que correspon a l'Apèndix 2 de la traducció francesa.

## Origen del Regne de Mali
El possible autor soninke de Tarikh al-Fattash, Ibn al-Mukhtar, registrà la tradició oral que envoltava l'origen de l'Imperi de Mali quatre-cents anys abans. Ell afirmava: «El Regne de Mali va pujar en poder sols després de la caiguda del Regne de Kaya-Magha, que governava tota la regió occidental. Fins llavors, el rei de Mali era simplement un dels vassalls del Kaya-Magha, un dels seus funcionaris i ministres. Kaya-Mahga en l'idioma wa'kore (soninke) significa 'rei d'or'... El nom de la capital de Kaya-Magha era Kunbi.»